# Zamek Drottningskär
Zamek Drottningskär (szw. Drottningskärs kastell) – fortyfikacja obronna na wyspie Aspö położonej 5 km na wschód od Karlskrony. Razem ze znajdującym się po drugiej stronie przesmyku pomiędzy wyspami Aspö i Tjurkö fortem Kungsholms zabezpiecza szeroki na 1 200 metrów morski szlak komunikacyjny do Karlskrony. Został zbudowany pod koniec XVII wieku i nigdy nie został zniszczony, a przez brytyjskiego admirała Nelsona miał zostać określony jako nie do zdobycia. Zamek od 25 stycznia 1935 roku jest zabytkiem państwowym.